# Jamtalhütte
Jamtalhütte (česky chata v údolí Jam) je horská chata v rakouských Alpách. Je spravována Švábskou sekcí Německého alpského spolku. Byla postavena v roce 1882 a rekonstruována v roce 1999 po lavinových neštěstích v Jamtalu (9 mrtvých skialpinistů) a v Galtüru (31 mrtvých obyvatel).
Chata nabízí 250 lůžek v části pro veřejnost a další ubytování v samostatných objektech pro výcvik horských záchranářů a vzdělávání členů Alpského spolku. Otevřeno je v zimní i letní sezoně. Přístup vede po cestě sjízdné rolbami a terénními auty, soukromá doprava není povolena.

## Poloha
Chata Jamtalhütte leží ve výšce 2165 m n. m. v pohoří Silvretta jižně nad obcí Galtür v Tyrolsku v Rakousku.

## Příjezd
- autem: placená parkoviště v obci Galtür (1584 m n. m.)

## Výstup
- z Galtüru údolím 10 km po mírně stoupající cestě 3 hodiny

## Túry, výstupy na vrcholky
- Dreiländerspitze (3197 m) 3 hodiny
- Augstenberg (3228 m) 3,5 hodiny
- Jamspitze (3178 m) 3 hodiny

- přechod na chatu Wiesbadener Hütte (2443 m)